# Cymbasoma cocoense
Cymbasoma cocoense is een eenoogkreeftjessoort uit de familie van de Monstrillidae. De wetenschappelijke naam van de soort is voor het eerst geldig gepubliceerd in 2009 door Suárez-Morales & Morales-Ramírez.